# Salon international de l'industrie de la défense

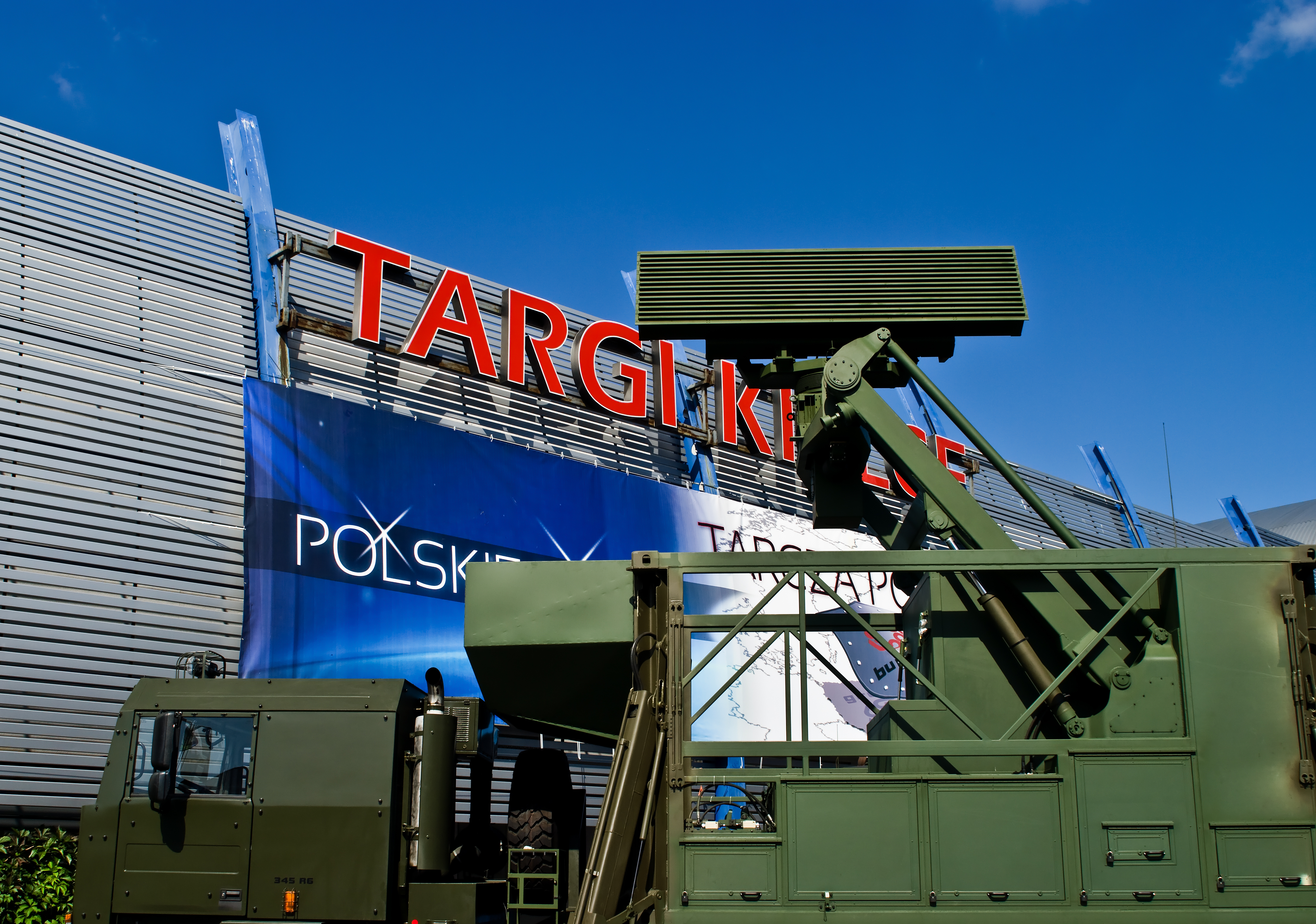
XIXe Salon international de l’industrie de la défense (6 septembre 2011)

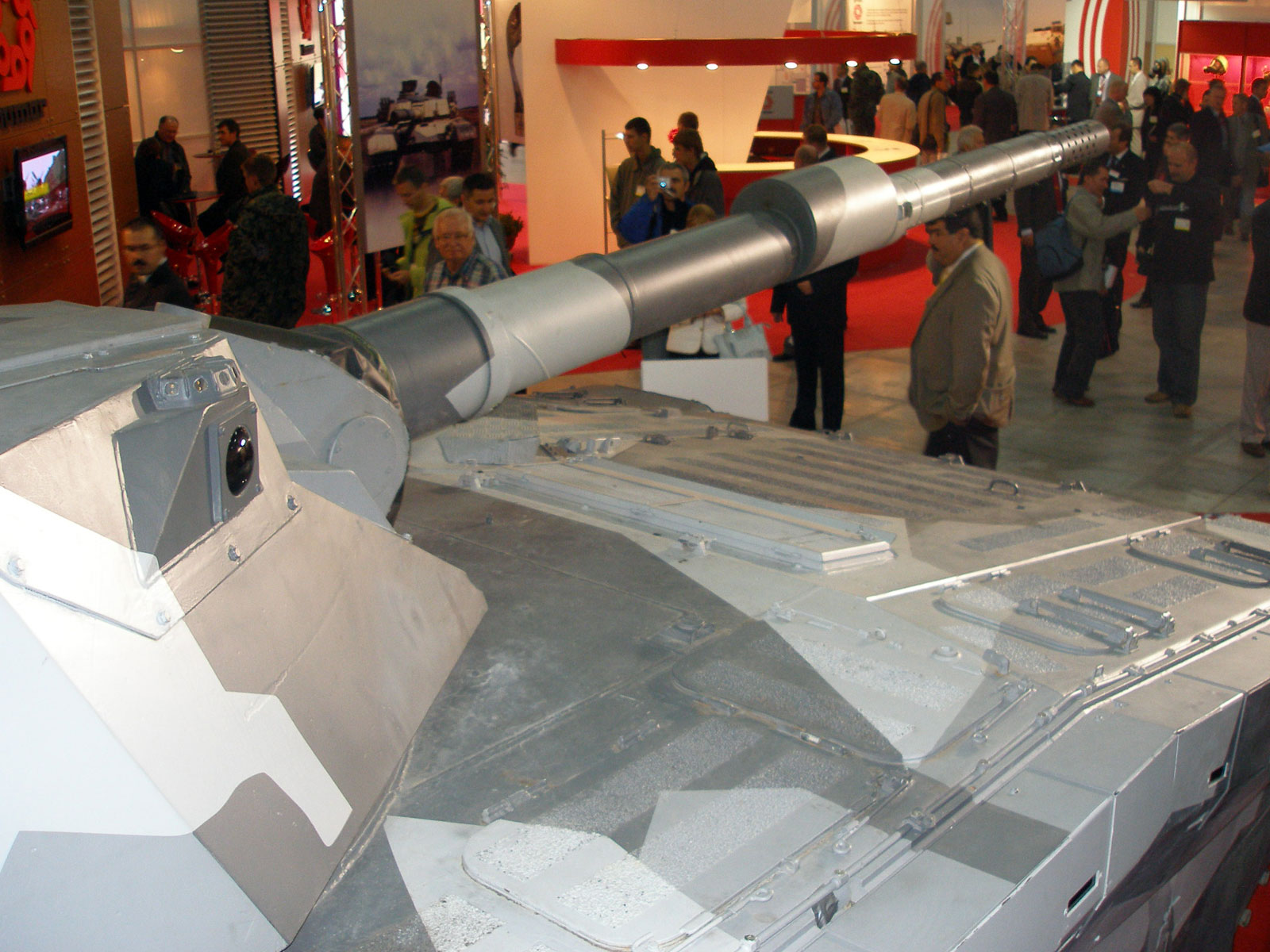
XVe Salon international de l’industrie de la défense (5 septembre 2007)

Le Salon international de l’industrie de la défense (en polonais : Międzynarodowy Salon Przemysłu Obronnego, acronyme MSPO) est l’un des salons les plus importants de l’industrie de la défense dans le monde.

## Historique
Le salon est organisé chaque année à Kielce depuis 1993, d’abord par l’Agence de développement régional de Świętokrzyska, puis depuis 2001 par Targi Kielce. La foire rencontre un grand intérêt de la part de spécialistes militaires, d’exposants polonais et étrangers, d’institutions liées à la défense du pays. Le salon est visité par un grand nombre de spécialistes : le personnel des forces armées polonaises, la police, les services spéciaux de la République de Pologne, des représentants du Conseil des ministres, du ministère de la Défense nationale, du ministère de l'Intérieur et de l'Administration, des délégations étrangères de représentants des troupes des membres de l’OTAN et d’autres forces armées, des attachés militaires accrédités en Pologne, des ambassadeurs et des représentants d’institutions et d’organisations liées à la défense et à la sécurité de l’État. Le salon est organisé en coopération avec le ministère de la Défense nationale et Polska Grupa Zbrojeniowa (Groupe polonais de l'armement), qui est son partenaire stratégique. Le patronage d’honneur du MSPO est détenu par le Président de la république de Pologne. La foire est accompagnée depuis de nombreuses années par l’Exposition des Forces Armées Polonaises.
Au MSPO, on peut voir des blindés, des armes à feu, des roquettes, des explosifs, des équipements chimiques de l’armée, des équipements de lutte antiaérienne, des équipements pour la marine, la police, les gardes-frontières, les pompiers, des véhicules de transport de troupes, des équipements radio-électroniques et opto-électroniques et des dispositifs métrologiques.
Pendant le MSPO, des prix sont décernés pour les meilleurs produits présentés à la foire. Par exemple sont décernés le prix du président de la République de Pologne, le prix spécial du ministre de la défense nationale, le prix DEFENDER et les prix et distinctions d’autres ministères.
Lors de la première exposition en 1993, le char PT-91 Twardy et les prototypes des véhicules blindés polonais BWP-40, BWO-40 et MTLB-23M ont été présentés.
Actuellement, le MSPO est considéré comme le troisième plus grand salon international de la défense en Europe, après Eurosatory à Paris et DSEI à Londres

## Nombre d’exposants
- 1993 : 85 exposants de 5 pays[6]
- 2002 : 237 exposants de 20 pays[7]
- 2003 : 272 exposants de 22 pays[7]
- 2004 : 283 exposants de 22 pays[7]
- 2007 : 364 exposants de 21 pays[8]
- 2012 : 396 exposants, dont 146 de l’étranger[9] venant de 29 pays[6], 7 halls, 27 166 m² d’espace d’exposition[9]
- 2013 : 394 exposants[10]

## Expositions nationales
La tradition du MSPO est devenue la présentation du potentiel de l’industrie de la défense de chaque pays. Chaque année, il y a une exposition nationale d’un autre pays.
- 2004 : Allemagne
- 2005 : France (40 entreprises)
- 2006 : Israël
- 2007 : États-Unis (31 entreprises, dont Lockheed Martin, Boeing, Sikorsky)
- 2008 : Suède
- 2009 : Pays du Groupe de Visegrád
- 2010 : Royaume-Uni
- 2012 : Italie[9]
- 2013 : Turquie[10]
- 2014 : France
- 2015 : Norvège
- 2016 : Pologne
- 2017 : Corée du Sud